# ダリオ・ダイネッリ
ダリオ・ダイネッリ（Dario Dainelli、1979年6月9日 - ）は、イタリア・トスカーナ州ポンテデーラ出身の元サッカー選手。現役時のポジションはディフェンダー (DF)。

## 経歴

### クラブ
エンポリFCのユースに所属して、サッカー選手としてのキャリアをスタートさせ、下部リーグを渡り歩いていたが2001年より所属したブレシア・カルチョにおいて徐々に頭角を現していった。
2004年7月にACFフィオレンティーナへ500万ユーロで完全移籍し、センターバックのレギュラーポジションを獲得。所属2シーズン目となる2005-2006シーズンから主将を務めていた。2006-2007シーズンはセリエA復帰から2年がかりで熟成されてきたディフェンスラインを統率し、リーグ最小失点となる堅守を築いた。
2010年1月、ジュゼッペ・ビアーヴァが退団したジェノアCFCへ250万ユーロの移籍金で完全移籍することがクラブから発表された。
2012年1月、ACキエーヴォ・ヴェローナにレンタル移籍。同年8月に完全移籍へ移行。
2018年8月、セリエBのリヴォルノへ移籍。本シーズン終了をもって現役を引退。
引退後は2010年から5年に亘って主将を務めたフィオレンティーナに技術部門のスーパーバイザーとして復帰した。

### 代表
イタリア代表としては、マルチェロ・リッピ監督時の2005年6月11日、エクアドル戦で国際Aマッチ初出場。監督がロベルト・ドナドーニに代わってからも招集されていたが、リッピ再任後は招集されていない。

## 所属クラブ
- エンポリFC　1998-2000

→ モデナFC　1998-1999（loan）
→ USDカヴェーゼ1919　1999（loan）
→ フィデリス・アンドリア　1999-2000（loan）
- USレッチェ　2000-2001
- ブレシア・カルチョ　2001-2004

→ エラス・ヴェローナ　2002（loan）
- フィオレンティーナ　2004-2010.1
- ジェノアCFC　2010.1-2012

→ ACキエーヴォ・ヴェローナ 2012（loan）
- ACキエーヴォ・ヴェローナ 2012-2018
- ASリヴォルノ・カルチョ 2018-